# Meristolohmannia meristacaroides
Meristolohmannia meristacaroides är en kvalsterart som beskrevs av Balogh och Sandór Mahunka 1966. Meristolohmannia meristacaroides ingår i släktet Meristolohmannia och familjen Lohmanniidae. Inga underarter finns listade i Catalogue of Life.